# صحرای سیاه (مصر)
صحرای سیاه (عربی: ‏الصحراء السوداء) منطقه‌ای از تپه‌های آتشفشانی شکل و با فاصله زیاد بین تپه‌ها است که در طول حدود ۳۰ کیلومتر (۱۹ مایل) در غرب مصر بین صحرای سفید در جنوب و واحات البحریه در شمال گسترش یافته‌است. بیشتر تپه‌های آن با طاقچه‌های بازالت پوشیده شده‌اند که رنگ سیاه خاصی به آن‌ها می‌دهد.

## زمین‌شناسی
تپه‌های صحرای سیاه، تا ۱۰۰ متر (۳۲۸ فوت) ارتفاع دارند که از نظر اندازه، ترکیب، ارتفاع و شکل متفاوت هستند، زیرا برخی تیره هستند که از کوارتزیت آهن تشکیل شده‌اند، در حالی که برخی دیگر بیشتر مایل به قرمز هستند زیرا سنگ‌های سطح آن از ماسه‌سنگ آهن تشکیل شده‌است. در حومه صحرای سیاه تپه‌های آتشفشانی وجود دارد که فوران آتشفشانی تیره دولریت را اثبات می‌کند که قدمت آن به دوره ژوراسیک ۱۸۰ میلیون سال پیش بازمی‌گردد.

## دیرین‌زیست‌شناسی
بقایای بوته‌ها و جنگل‌های فسیل شده در صحرای سیاه نشان می‌دهد زمانی گیاهان در آنجا رشد می‌کردند.

## اعلامیه ذخایر طبیعی
پس از کشف یک اسکلت دایناسور بزرگ در مرزهای خود، صحرای سیاه از سال ۲۰۱۰ به عنوان ذخیره گاه طبیعی اعلام شد.

## نگارخانه

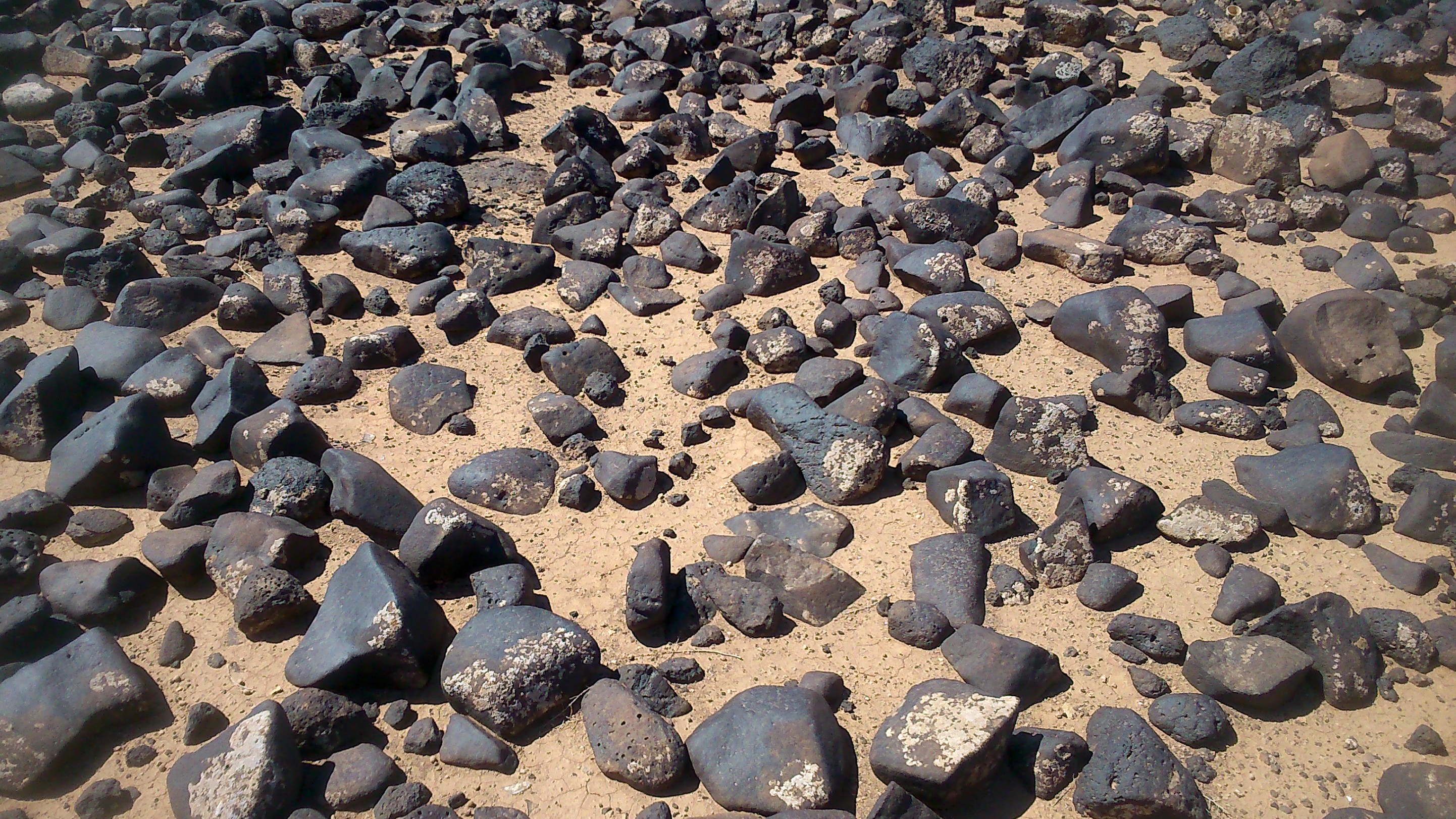
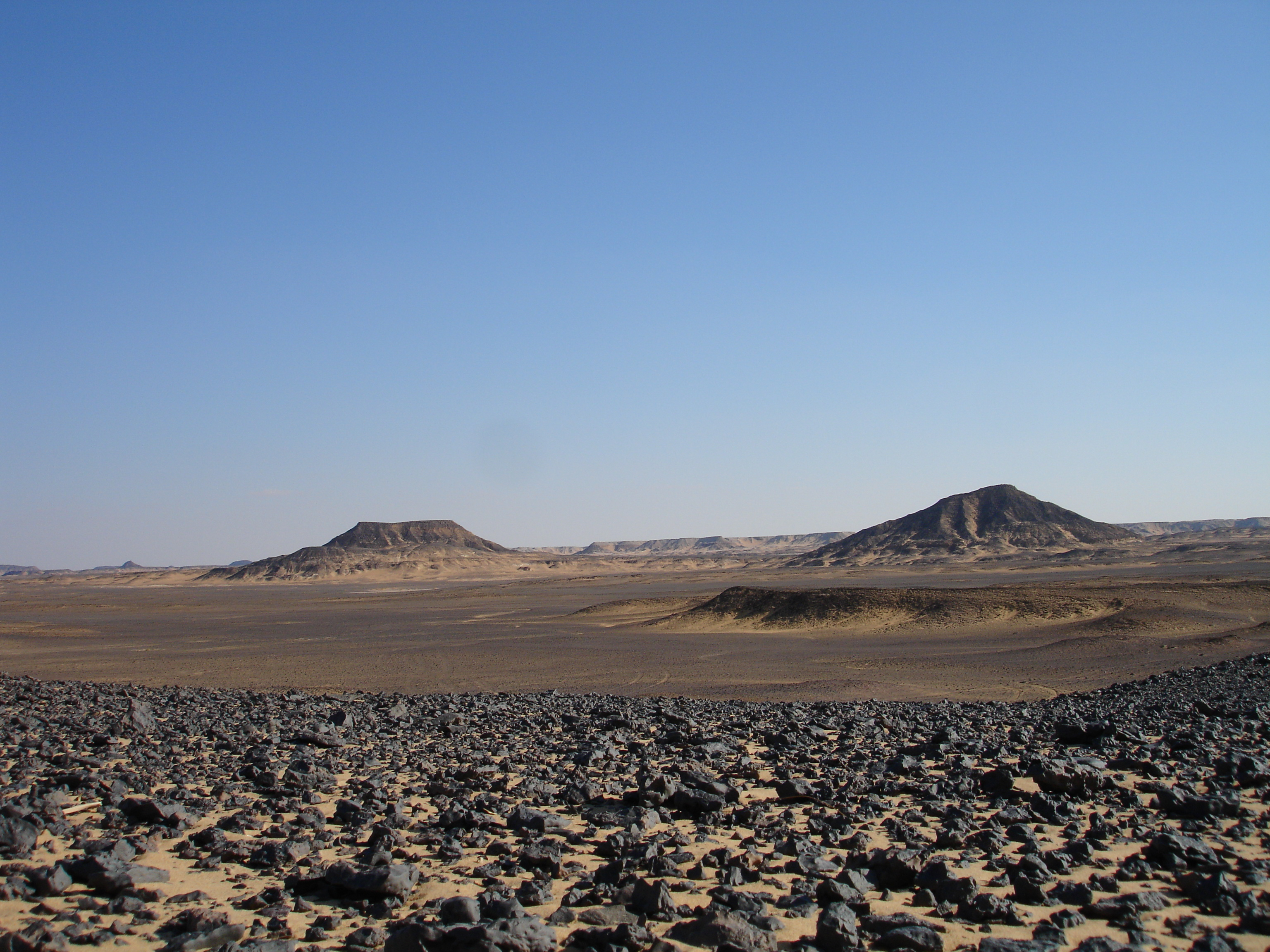
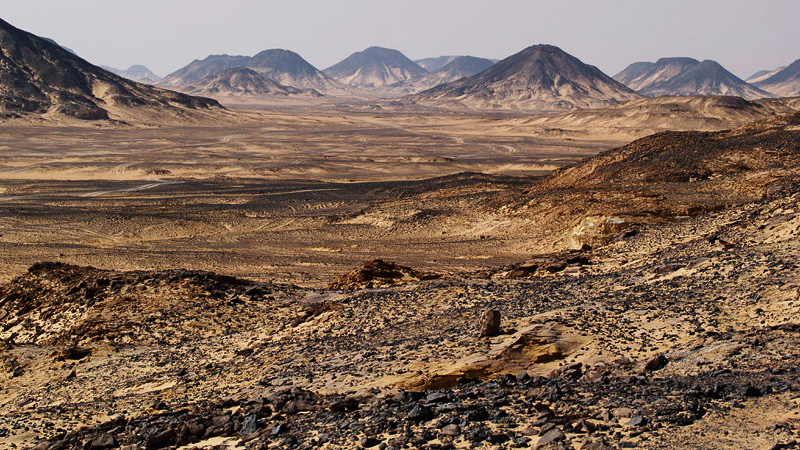
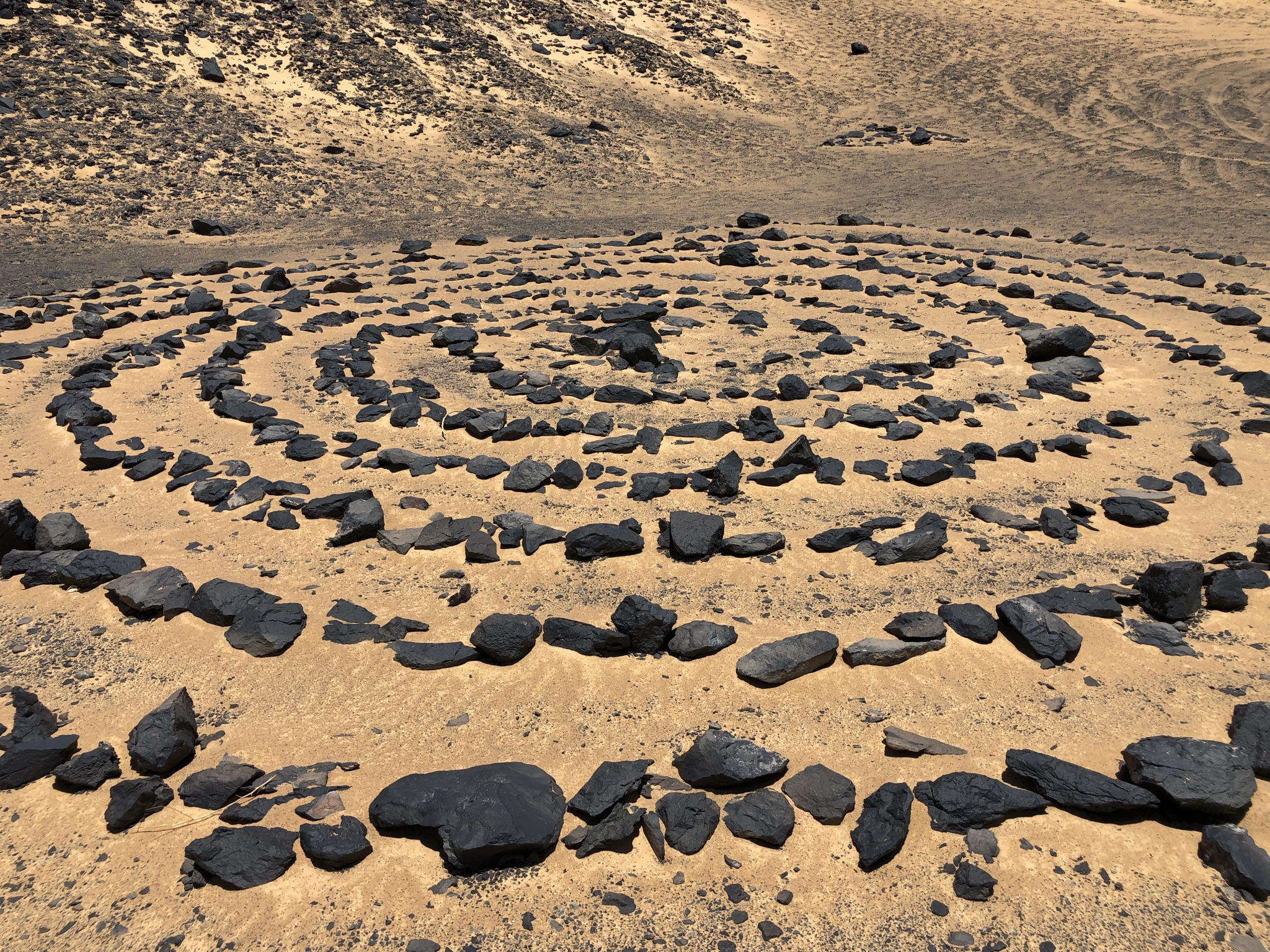
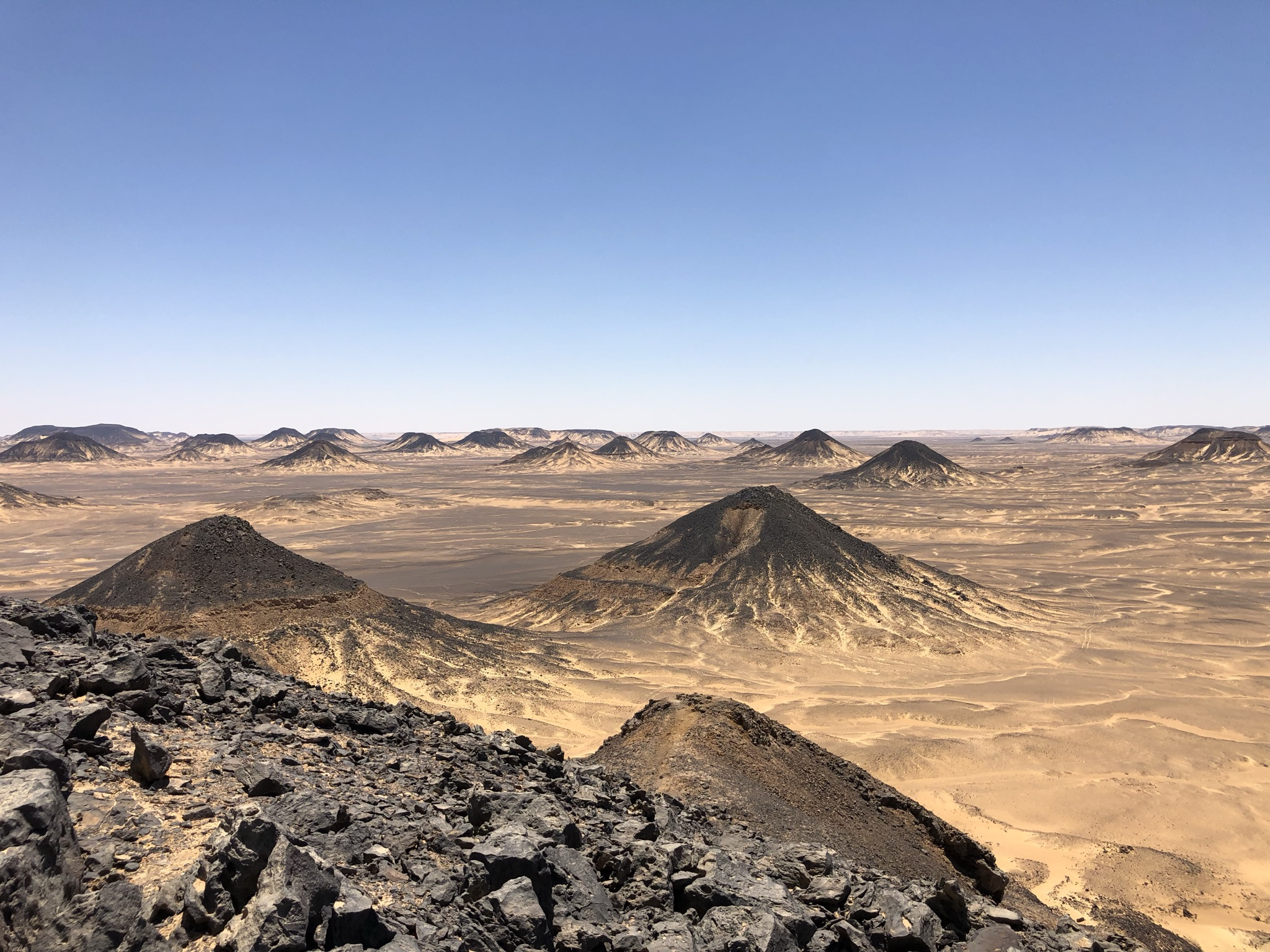
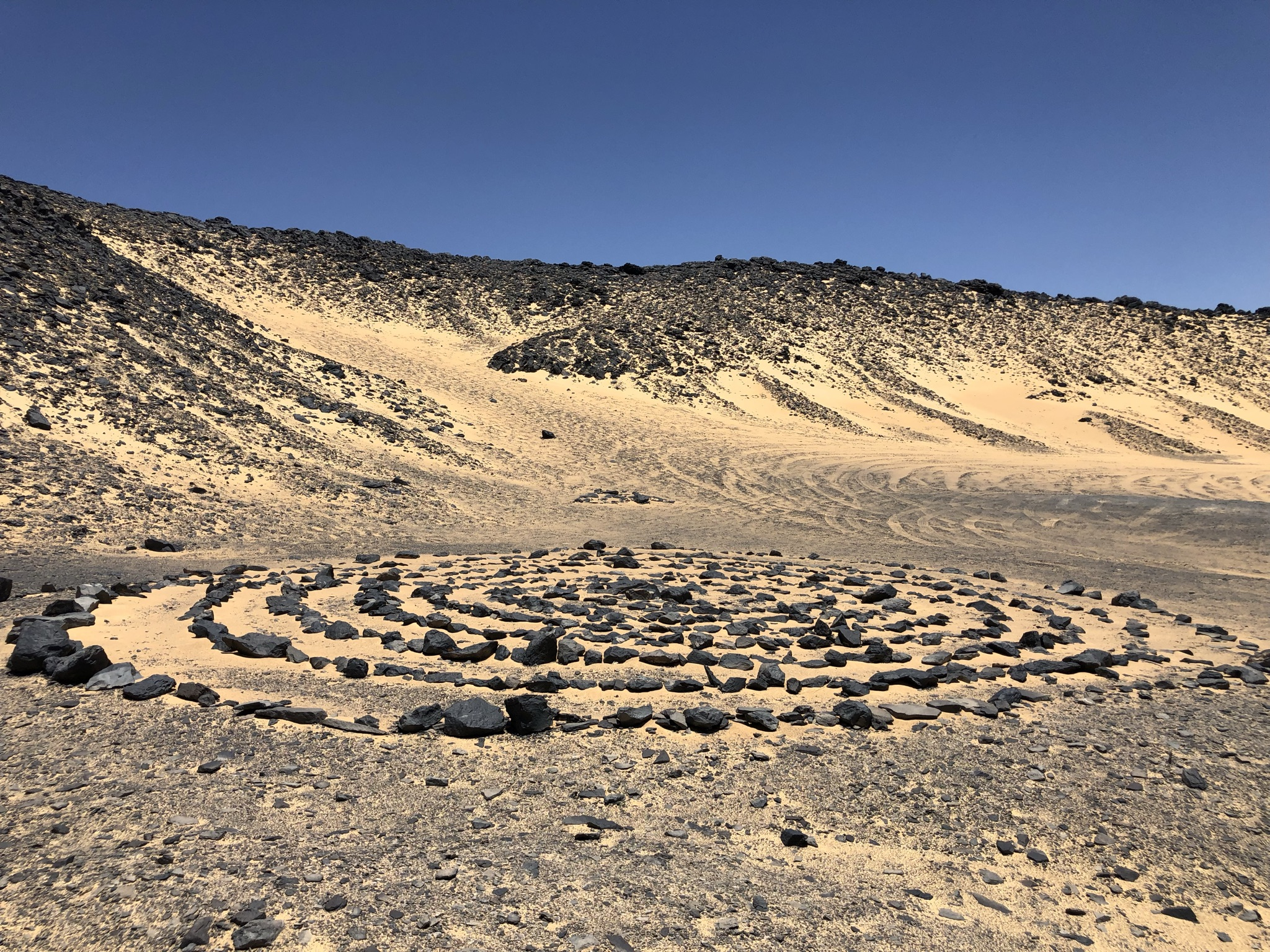
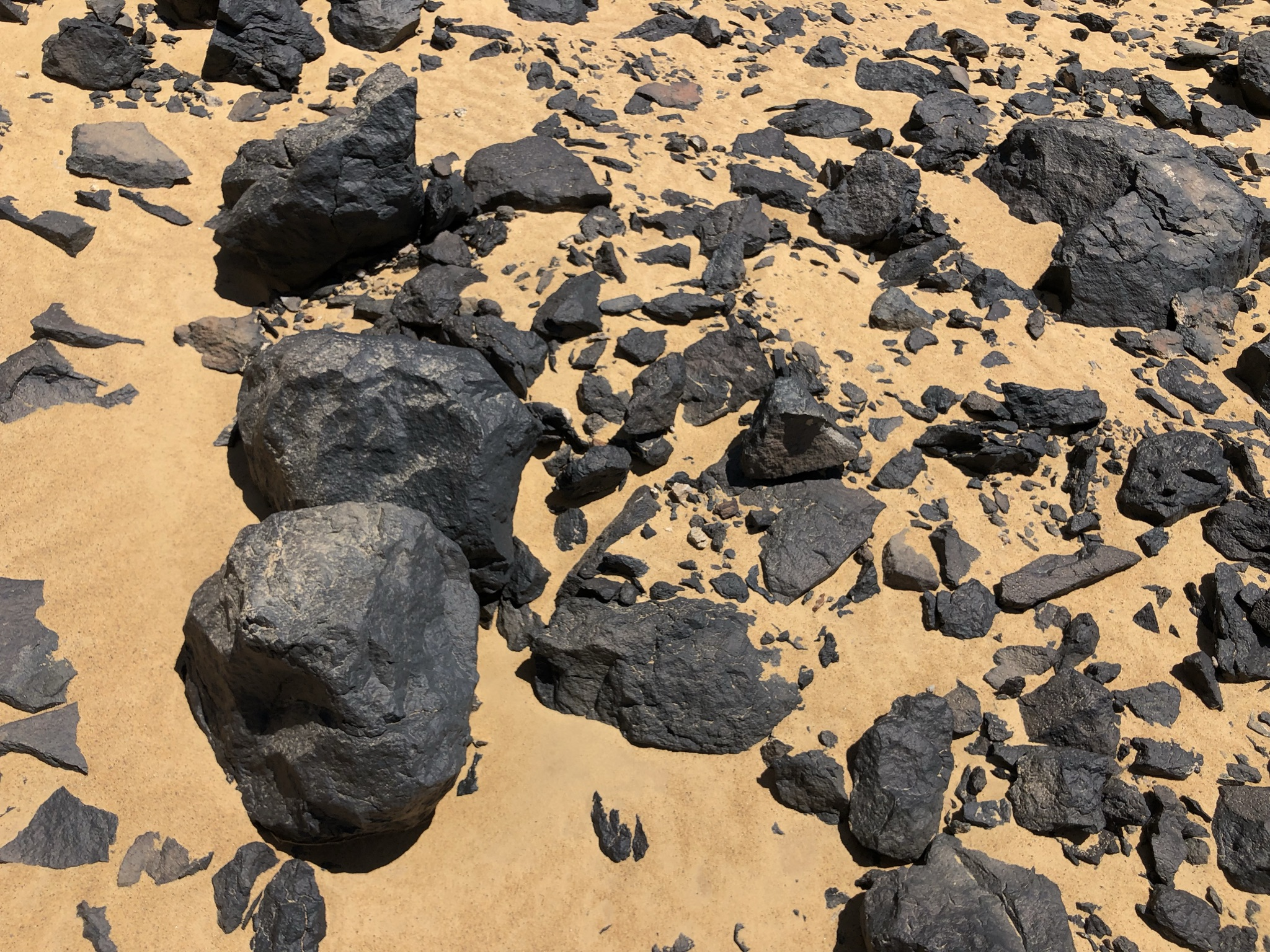
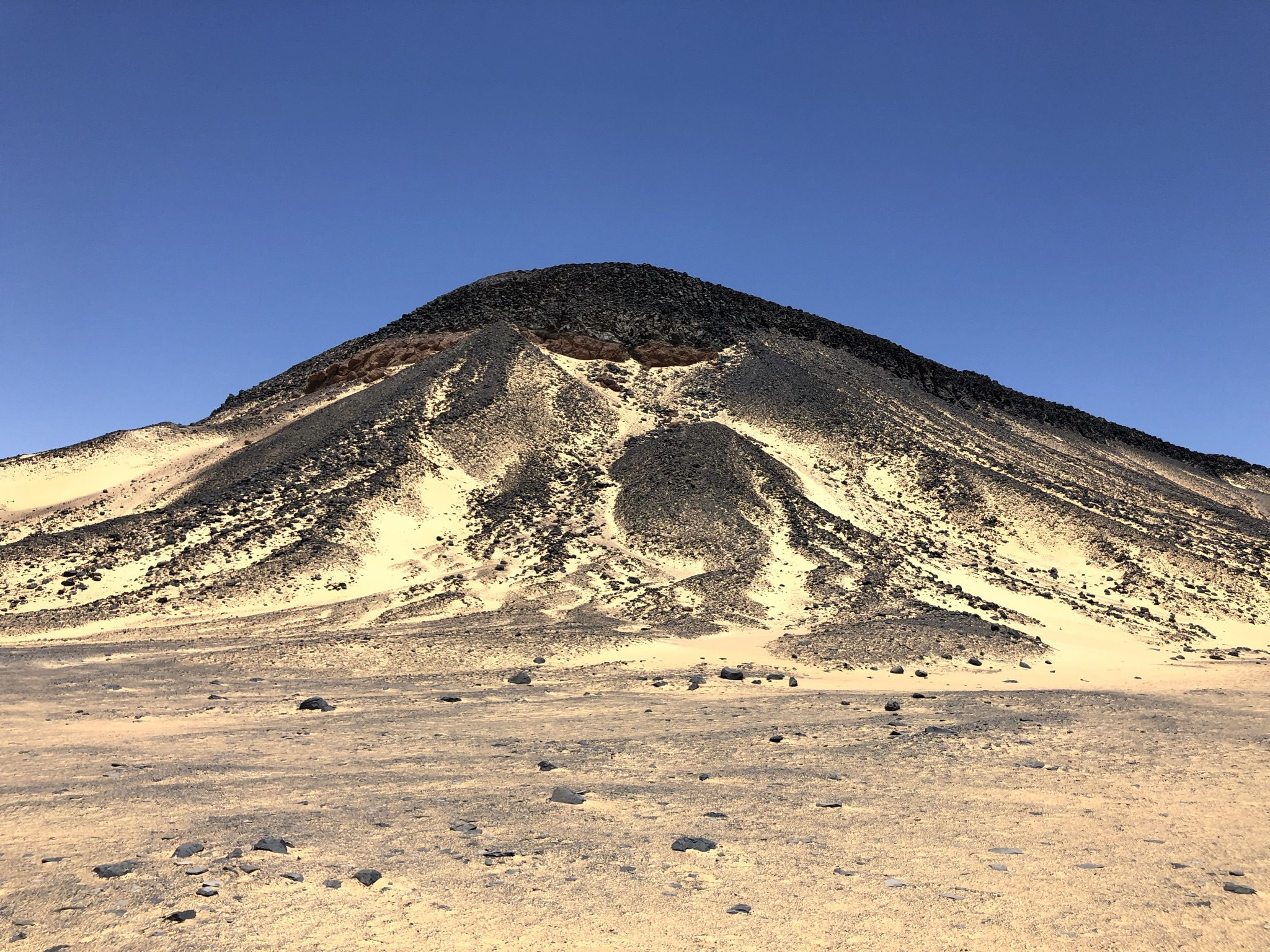
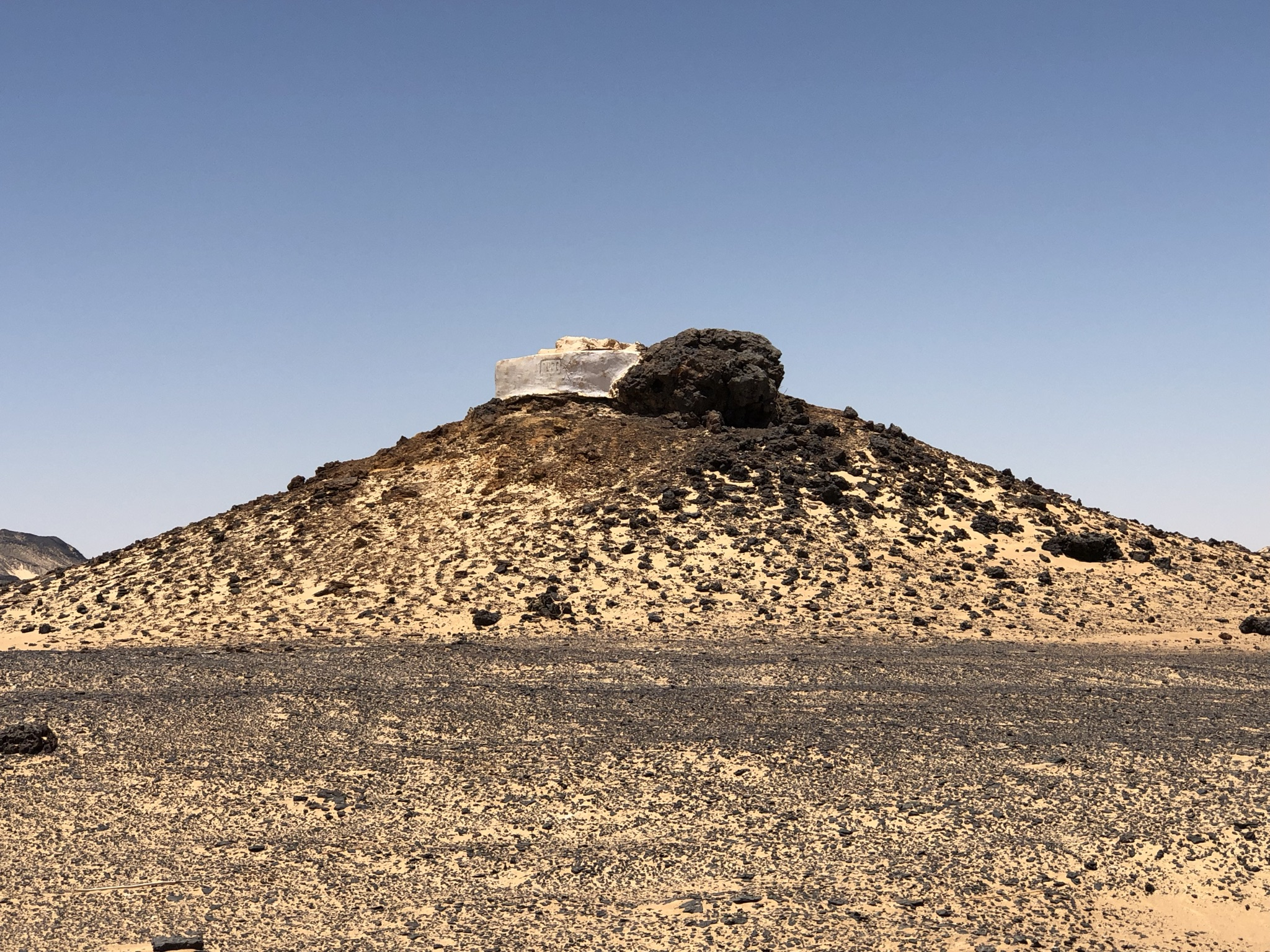
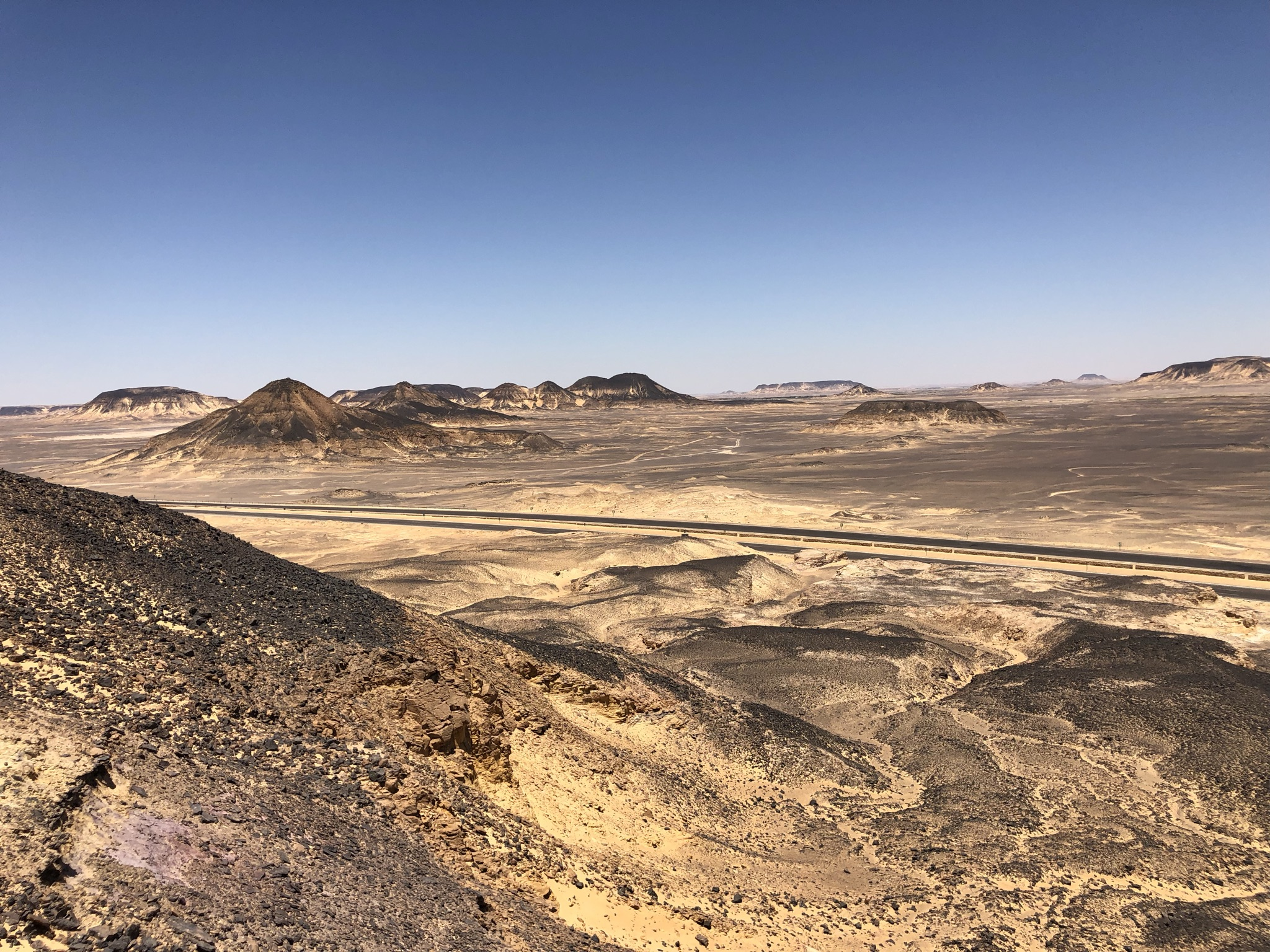
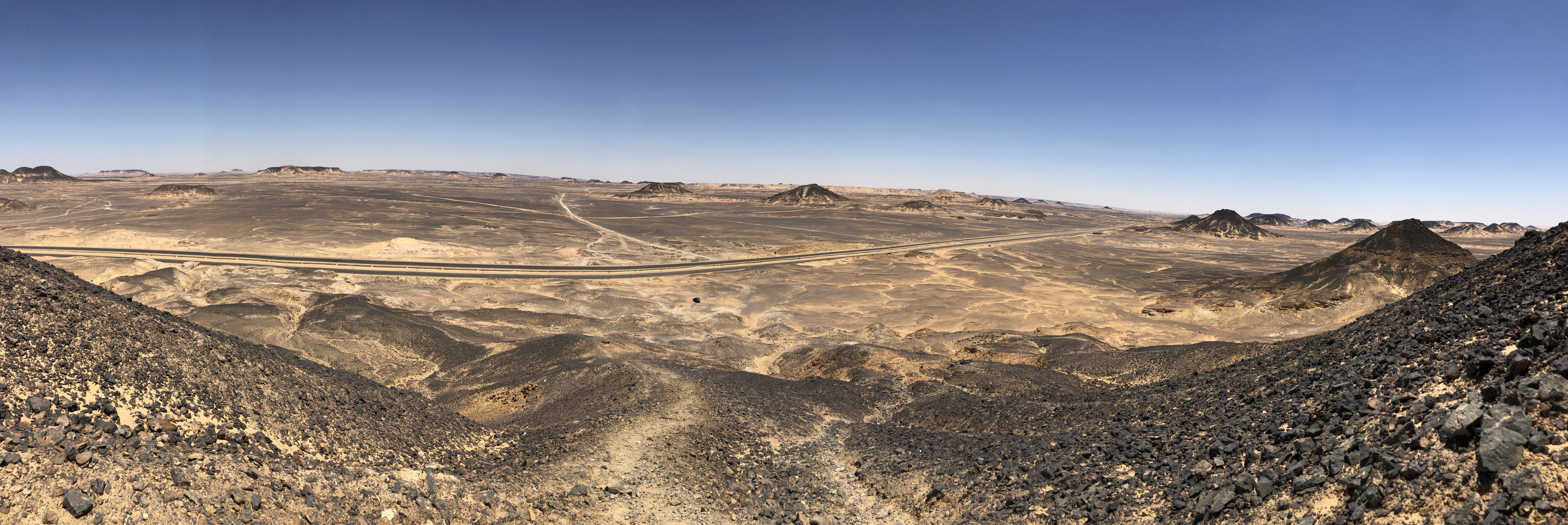
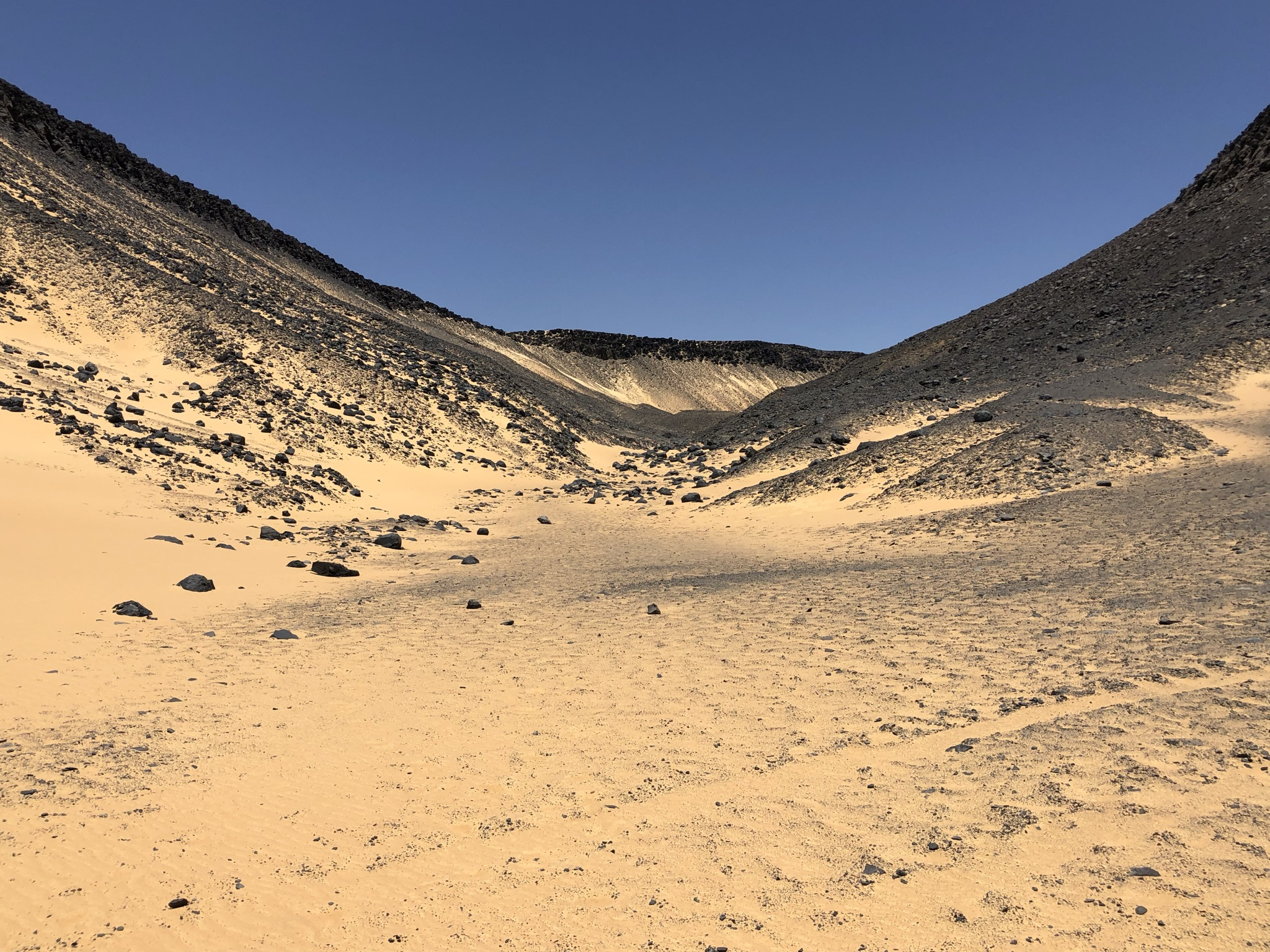
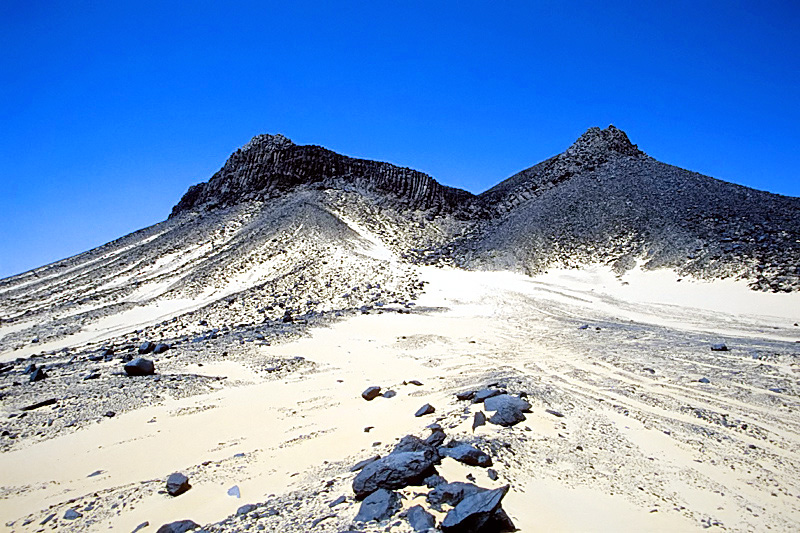
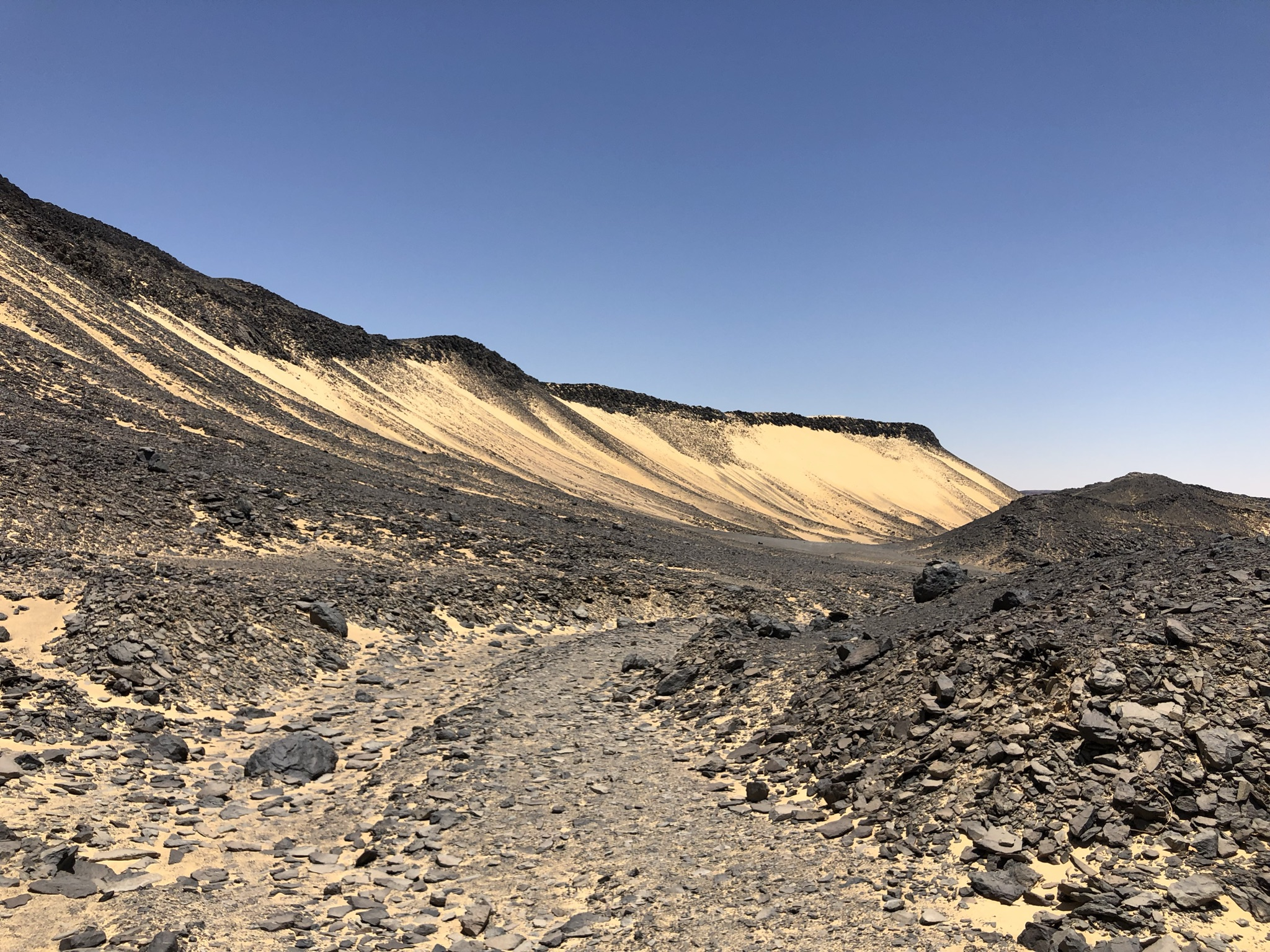
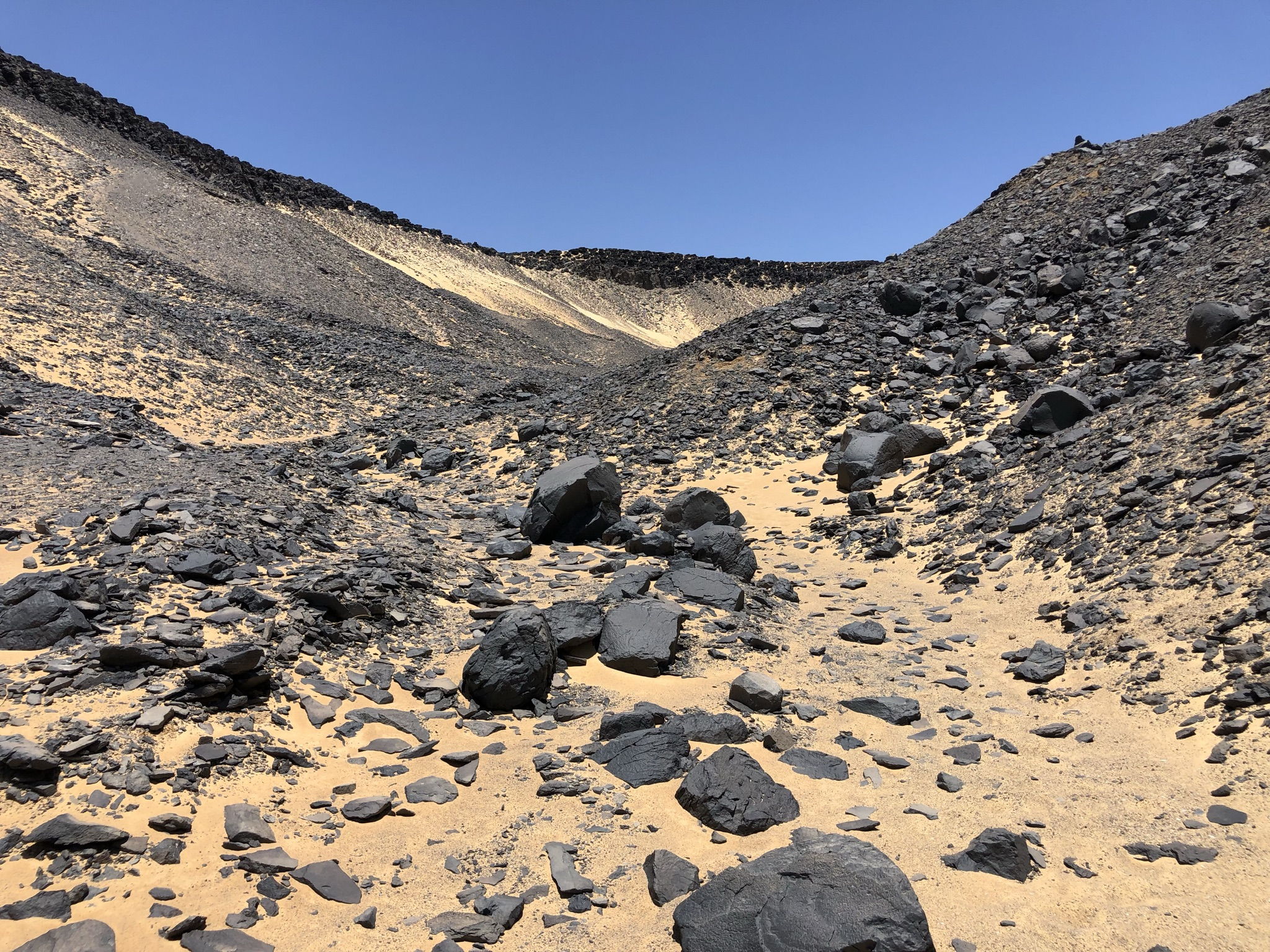